# Phố Phan Đình Phùng, Hà Nội
Phan Đình Phùng là phố trực thuộc quận Ba Đình, thành phố Hà Nội
Vào mùa thu, mọi người thường đến đây chụp ảnh bên cạnh những bó hoa.

## Đặc điểm-Vị trí
Phố dài chừng 1,5 km, kéo dài từ phố Mai Xuân Thưởng đến phố Hàng Đậu. Nó cắt ngang các đường, phố như: đường Hoàng Diệu, phố Đặng Dung, đường Nguyễn Tri Phương, phố Hàng Bún... Trên phố có nhiều hàng sấu già, cây hoa sữa. Trên phố này còn có những dãy nhà xây theo kiến trúc cổ của Pháp. Nhà thờ Cửa Bắc, đối diện Hoàng thành Thăng Long, xây dựng vào năm 1931-1932 do linh mục người Pháp tên là Antoine Depaulis thiết kế theo hình chữ nhật, kết hợp phong cánh Á-Âu không đối xứng mà lệch tháp chuông cao với mái vòm trung tâm. Phố Phan Đình Phùng là phố một chiều, đối xứng và song song với phố Quán Thánh. Đây là một tuyến đường quan trọng của thành phố. Phố thuộc địa bàn các phường Đồng Xuân, Hàng Mã (quận Hoàn Kiếm), Quán Thánh (quận Ba Đình) và Thụy Khuê (quận Tây Hồ).

## Lịch sử
Trước đây có tên là Các-nô, sau Cách mạng Tháng Tám năm 1945 có tên là Phan Đình Phùng. Đây là dãy hào chạy mé ngoài bức tường phía bắc Thành Thăng Long,đồng thời là đoạn sông Tô Lịch cũ.

## Các tuyến xe buýt chạy qua
- Tuyến 01, 36: Từ Phùng Hưng đến Hàng Đậu
- Tuyến 14: Hết phố
- Tuyến 22: Từ Hoàng Diệu đến Hàng Đậu
- Tuyến 18: Từ Hòe Nhai tới Lý Nam Đế
- Tuyến 45: Từ Phố Mai Xuân Thưởng đến Hoàng Diệu
- Tuyến 50: Từ Phố Mai Xuân Thưởng đến Hoàng Diệu
- Tuyến 23: Từ Hòe Nhai tới Lý Nam Đế

## Các công trình nổi bật
- Thành Thăng Long
- Nhà thờ Cửa Bắc
- Vườn hoa Vạn Xuân